# Allorhinocoris speciosus
Allorhinocoris speciosus är en insektsart som beskrevs av Bliven 1960. Allorhinocoris speciosus ingår i släktet Allorhinocoris och familjen ängsskinnbaggar. Inga underarter finns listade i Catalogue of Life.